# Efecto Kondo
En física, el efecto Kondo designa el comportamiento particular de algunos conductores eléctricos a baja temperatura. La resistencia eléctrica de los sólidos como los metales generalmente disminuye con la temperatura, para estabilizarse hacia un valor constante. En ciertas condiciones, es posible modificar el comportamiento de estos materiales añadiendo impurezas magnéticas, en observaciones por debajo de una temperatura de 10 kelvin, aumenta de nuevo la resistencia del material dopado. El efecto Kondo designa este aumento de la resistencia a baja temperatura.
El efecto Kondo fue descrito por primera vez en 1964 por Jun Kondō, quien demostró que la resistencia eléctrica diverge a medida que la temperatura se aproxima a 0 K. La dependencia térmica de la resistencia incluyendo el efecto Kondo se formula así:

{\displaystyle \rho (T)=\rho _{0}+aT^{2}+c_{m}\ln {\frac {\mu }{T}}+bT^{5},}

donde:
- ρ0 es la resistencia residual;
- aT2 muestra la contribución de las propiedades de líquido de Fermi;
- el término bT5 viene de las vibraciones de redes;
- a, b y Cm son constantes.

Jun Kondō derivó el tercer término de una dependencia logarítmica. Cálculos posteriores refinaron este resultado para producir una resistividad finita, pero reteniendo la característica de resistencia mínima a una temperatura distinta a cero absoluto. Se define la temperatura Kondo como la escala de energía que limita validez de los resultados de Kondo. El modelo Anderson y la teoría de renormalización de acompañamiento fueron una contribución importante al entendimiento de la física subyacente al problema.